# Bom Retiro do Sul
Bom Retiro do Sul est une municipalité brésilienne située dans l'État du Rio Grande do Sul.

## Personnalités liées à la municipalité
- Mateus Quaresma Correia, footballeur brésilien du FC Arouca